# آموزش طوطی

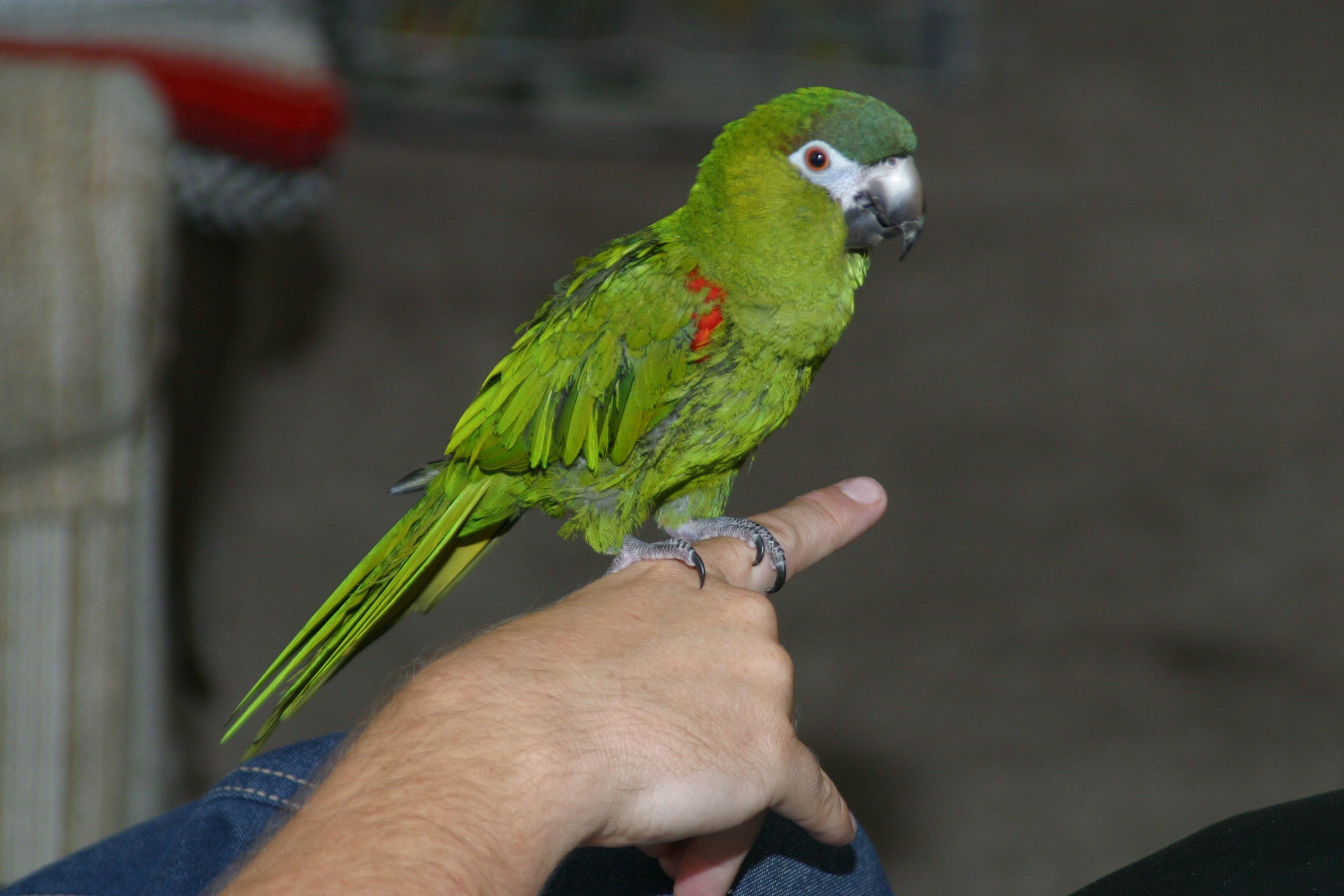
به طوطی‌ها، مانند این ماکائوی شانه‌سرخ، می‌توان ترفندهای زیادی مانند نشستن روی انگشت را آموزش داد.

آموزش طوطی (به انگلیسی: Parrot training) که به آن تربیت طوطی (Parrot teaching) نیز می‌گویند، کاربرد تکنیک‌های آموزشی برای اصلاح رفتار طوطی‌های همراه خانگی است. از آموزش برای مقابله با مشکلات رفتاری مانند گاز گرفتن و جیغ زدن ، آموزش رفتارهای دامپروری مانند اجازه دادن به کوتاه کردن پنجه بدون محدودیت یا پذیرش بند طوطی و آموزش ترفندهای مختلف استفاده می‌شود.